# Michał Stuligrosz
Michał Stuligrosz (* 17. September 1950 in Posen) ist ein polnischer Politiker (PChD, AWS, PO). Er gehörte von 2001 bis 2001 bis 2011 und von 2014 bis 2015 dem Sejm in der IV., V., VI. und VII. Wahlperiode an.

## Leben und Beruf
Stuligrosz studierte Geographie und Geologie an der Adam-Mickiewicz-Universität Posen und schloss das Studium 1998 mit einem Magister ab. Bereits ab 1969 arbeitete er in geodätischen und kartografischen Betrieben. Er war unter anderem beim städtischen Katasteramt GEOPOZ in Posen tätig. Seit 1992 ist er als staatlich anerkannter Gutachter und Immobiliensachverständiger tätig. 1999 bis 2001 hielt er Vorlesungen an der Universität Posen. Seit 2012 war er stellvertretender Direktor des Woiwodschaftsarbeitsamtes in Posen.
Michał Stuligrosz, der Neffe des Dirigenten Stefan Stuligrosz, ist verheiratet.

## Politik
1980 wurde er Mitglied der Solidarność und bis zum Verbot am 13. Dezember 1981 war er Vorsitzender des Betriebsausschusses der Gewerkschaft bei GEOPOZ. Von 1990 bis 2001 war Stuligrosz Mitglied im Stadtrat Posens. Zunächst vertrat er dort die Partia Chrześcijańskich Demokratów und ab 1998 die Akcja Wyborcza Solidarność. 2001 trat er der Platforma Obywatelska (PO) bei.
Erstmals konnte er bei den Parlamentswahlen 2001 als Mitglied der PO einen Sitz im Sejm erringen. Er wurde stellvertretender Vorsitzender des Verfassungsausschusses, Mitglied des Ausschusses für Kultur und Medien sowie Mitglied der Programmrats für das Polskie Radio. Auch bei den Wahlen 2005 erlangte Michał Stuligrosz mit 12.659 Stimmen ein Mandat für das Parlament. Er wurde Vorsitzender des Verfassungsausschusses, und des bilateralen polnisch-marokkanischen Parlamentsausschusses sowie Mitglied des Ausschusses für Kultur und Medien und des Entschädigungsausschusses. Hingegen hatte er bei der Europawahl 2004 kein Mandat erringen können.
Bei den vorgezogenen Parlamentswahlen 2007 konnte er im Wahlkreis 39 osen mit 24.513 Stimmen wiederum in den Sejm einziehen. Er war stellvertretender Vorsitzender des Verfassungsausschusses, Mitglied der Ausschüsse für Europaangelegenheiten und zur Prüfung von Gesetzen zur Verfassungsänderung. Zudem wurde er in die Parlamentarische Versammlung des Europarats entsandt. Bei den Parlamentswahlen 2011 verpasste er zunächst ein Abgeordnetenmandat. Auch bei der Europawahl 2014 scheiterte er. Da bei dieser Wahl aber die bisherige Agnieszka Kozłowska-Rajewicz in das Europaparlament einzog, rückte Stuligrosz in den Sejm nach. Bei der Parlamentswahlen 2015 scheiterte er dann erneut.